# Konstanty Miodowicz
Konstanty Bronisław Miodowicz (ur. 9 stycznia 1951 w Gniewkowie, zm. 23 sierpnia 2013 w Warszawie) – polski urzędnik państwowy, funkcjonariusz służb specjalnych i polityk, od 1997 do 2013 poseł na Sejm III, IV, V, VI i VII kadencji.

## Życiorys
Syn Alfreda i Zyty. Z wykształcenia był etnografem, absolwentem Wydziału Filozoficzno-Historycznego Uniwersytetu Jagiellońskiego (1982). Ukończył też podyplomowe studium z zakresu dydaktyki i pedagogiki w krakowskiej AWF (1986). W dzieciństwie wystąpił w filmie Cierpkie głogi (1966) w reżyserii Janusza Weycherta. Przez pewien czas był zatrudniony w Zakładzie Alpinizmu AWF (zdobył m.in. Elbrus na Kaukazie).
Podczas gdy jego ojciec Alfred Miodowicz był członkiem PZPR i przewodniczącym OPZZ, Konstanty Miodowicz działał w opozycji demokratycznej, należał do Niezależnego Zrzeszenia Studentów, wspólnie z m.in. Janem Rokitą działał w pacyfistycznym Ruchu Wolność i Pokój.
Do 1990 był nauczycielem akademickim. Później do 1996 pracował w Ministerstwie Spraw Wewnętrznych i Urzędzie Ochrony Państwa, gdzie jako szef kontrwywiadu (w stopniu pułkownika) uczestniczył w budowie polskich służb specjalnych. Zasiadł następnie w radzie nadzorczej Fundacji Instytut Lecha Wałęsy.
W 1997 został wybrany na posła do Sejmu III kadencji z listy Akcji Wyborczej Solidarność. Był członkiem rady politycznej Chrześcijańskiej Demokracji III RP. Potem przystąpił do Stronnictwa Konserwatywno-Ludowego, w 2001 zasiadał w klubie parlamentarnym tej partii. Do Sejmu IV i V kadencji uzyskiwał mandat z listy Platformy Obywatelskiej w okręgu kieleckim. W parlamencie zasiadał m.in. w Komisji Administracji i Spraw Wewnętrznych oraz Komisji do spraw Służb Specjalnych. W lipcu 2004 został wybrany do komisji śledczej powołanej do zbadania tzw. afery Orlenu. Był posłem, który złożył wniosek o przesłuchanie przed tą komisją w charakterze świadka Anny Jaruckiej, byłej asystentki Włodzimierza Cimoszewicza (wówczas kandydata w wyborach prezydenckich), poznanej za pośrednictwem Wojciecha Brochwicza.
W wyborach parlamentarnych w 2007 został posłem VI kadencji, otrzymując 33 229 głosów. Do sierpnia 2008 przewodniczył zarządowi PO w województwie świętokrzyskim. W 2009 bez powodzenia kandydował do Parlamentu Europejskiego w okręgu małopolsko-świętokrzyskim. W wyborach w 2011 z powodzeniem ubiegał się o reelekcję. Uzyskał wówczas 14 202 głosy.
1 maja 2013 w Busku-Zdroju zasłabł podczas spaceru. Został przewieziony do Kielc, gdzie w Wojewódzkim Szpitalu Zespolonym przeszedł wielogodzinną operację neurochirurgiczną. Ze śpiączki został wybudzony 6 maja 2013. W tym samym miesiącu z Kielc na dalszą hospitalizację został przewieziony do Centralnego Szpitala Klinicznego MSW w Warszawie. Z powodu długotrwałej choroby został wycofany przez PO z sejmowej Komisji do spraw Służb Specjalnych; jego miejsce zajął Marcin Kierwiński. 23 sierpnia tego samego roku Konstanty Miodowicz zmarł w szpitalu MSW. Uroczystości pogrzebowe parlamentarzysty odbyły się 29 sierpnia 2013 w kościele pw. Bożego Ciała w Busku-Zdroju, z udziałem przedstawicieli najwyższych władz państwowych. Polityk został pochowany w grobowcu rodziny swej żony na cmentarzu parafialnym w Busku-Zdroju przy ul. Langiewicza.
Rada miejska w Kielcach w 2013 podjęła decyzję o nadaniu jednej z ulic imienia Konstantego Miodowicza.

## Życie prywatne
Był żonaty z Małgorzatą Miodowicz z domu Belon, młodszą siostrą barda Wojciecha Belona. Jego siostrą była alpinistka Dobrosława Miodowicz-Wolf.

## Odznaczenia
- 2015: Krzyż Wolności i Solidarności (pośmiertnie)[16]
- 2013: Krzyż Komandorski Orderu Odrodzenia Polski (pośmiertnie)[17]
- 1995: Krzyż Kawalerski Orderu Odrodzenia Polski[18]
- 1993: Złoty Krzyż Zasługi[19]